# N-I (lanceur japonais)
Cet article concerne le lanceur japonais. Pour la fusée lunaire du programme lunaire habité soviétique, voir N-1 (lanceur soviétique).
Pour les articles homonymes, voir N1.

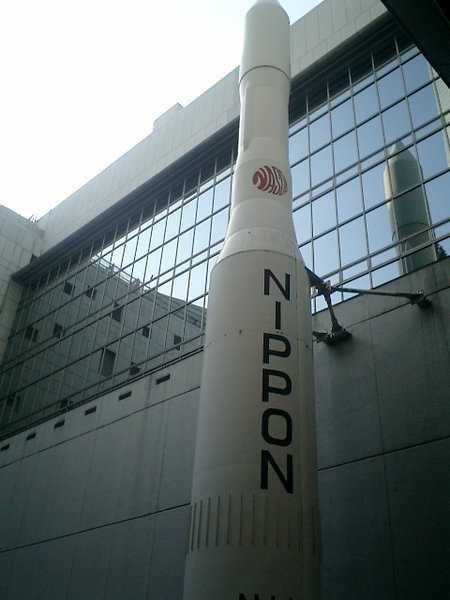
N-1

Le N-I ou N-1 est un dérivé du lanceur américain Delta, produit sous licence au Japon, fabriqué par Mitsubishi. Il comporte un premier étage Thor-ELT, un deuxième étage Delta-E, et trois propulseurs d'appoint Castor,. Sept sont lancés entre 1975 et 1982, avant qu'il ne soit remplacé par le lanceur N-II. Six des sept lancements sont réussis, mais sur le cinquième vol, il y a contact entre le satellite et le troisième étage, qui cause un échec.

## Caractéristiques
| Caractéristiques        | Propulseurs d'appoint - Castor (3) | 1er étage - Thor-ELT | 2e étage - Delta-E  | 3e étage (optionnel) - Star-37N |
| ----------------------- | ---------------------------------- | -------------------- | ------------------- | ------------------------------- |
| Moteurs                 | 1 moteur TX-354-3                  | 1 moteur MB-3-3      | 1 moteur AJ-10-118E | 1 moteur à propergol solide     |
| Poussée                 | 258,9 kN                           | 866,7 kN             | 35,1 kN             | 45 kN                           |
| Impulsion spécifique    | 262 s                              | 290 s                | 278 s               | 290 s                           |
| Durée de fonctionnement | 37 secondes                        | 270 s                | 400 s               | 42 s                            |
| Ergols                  | propergol solide                   | LOX/RP-1             | HNO3/UDMH           | propergol solide                |

## Lancements
| Date(GMT)               | S/N  | Charge utile            | Orbite | Remarques                                                                 |
| ----------------------- | ---- | ----------------------- | ------ | ------------------------------------------------------------------------- |
| 9 septembre 1975, 05:30 | 1(F) | ETS-I (JETS-1 / Kiku-1) | LEO    |                                                                           |
| 29 février 1976, 03:30  | 2(F) | ISS-1 (JISS-1 / Ume-1)  | LEO    |                                                                           |
| 23 février 1977, 08:50  | 3(F) | ETS-II (Kiku-2)         | GTO    | 3e étage utilisé                                                          |
| 15 février 1978, 04:00  | 4(F) | ISS-2 (JISS-2 / Ume-2)  | LEO    |                                                                           |
| 6 février 1979, 08:46   | 5(F) | ECS-A (Ayame-1)         | GTO    | 3e étage utilisé Échec - contact entre le satellite et l'étage supérieur. |
| 22 février 1980, 08:35  | 6(F) | ECS-B (Ayame-2)         | GTO    | 3e étage utilisé                                                          |
| 3 septembre 1982, 05:00 | 9(F) | ETS-III (Kiku-4)        | LEO    |                                                                           |